# (7095) Lamettrie
(7095) Lamettrie (1992 SB22) – planetoida z pasa głównego asteroid okrążająca Słońce w ciągu 5,33 lat w średniej odległości 3,05 j.a. Odkryta 22 września 1992 roku.